# パラグアイ文学
パラグアイ文学では、パラグアイ共和国の文学について述べる。パラグアイの文学は、独立以来長らく続いた独裁政権との関係の中で培われ、そのために内外から貧弱なものとして扱われてきた。

## 歴史

### 植民地時代
スペインによる植民地化後、年代記作家のルイ・ディアス・デ・グスマンは短編小説の先駆とも言える『ラ・アルヘンティーナ』(1612年)を著している。
イエズス会によって先住民のグアラニー人に対する布教村落が運営され、一定の自治を経験していたパラグアイでは、文化に於いてもイエズス会の占める地位は大きかった。イエズス会士のペドロ・ロサノ神父は『パラグアイ州におけるイエズス会の歴史』を、ドミンゴ・ムリエル神父は『パラグアイ史』を残し、イエズス会によって建設された神政的、共産的な世界についての記録を残している。

### 独立後
パラグアイの小説は、三国同盟戦争（1864年 - 1870年）の敗戦による破滅的な国土の荒廃の後、アルゼンチンやスペイン出身者によって創始された。
現在のパラグアイ文学は、『なめくじ』(1952年)、『古傷』(1964年)、『亡命者たち』(1966年)のガブリエル・カサクシアと、『汝、人の子よ』(1960年)、『至高の存在たる余は』(1974年)でアルフレド・ストロエスネル将軍の独裁政権を批判したアウグスト・ロア＝バストスによって、それまでの文学的貧困から救いだされた。

## 脚註